# Siège de Szigetvár
Vous lisez un « bon article » labellisé en 2012.
Guerre austro-turque (1527-1568)
Le siège de Szigetvár ou bataille de Sziget (hongrois : szigetvári csata ; croate : bitka kod Sigeta ou Szigetska bitka ; turc : Zigetvar Kuşatması) est un siège de la forteresse de Szigetvár, à Baranya (près de l'actuelle frontière hongro-croate) qui a arrêté la progression de Soliman vers Vienne en 1566. La bataille a opposé une garnison combattant au nom de la monarchie Habsbourg autrichienne sous le commandement du croate Nikola Šubić Zrinski (hongrois : Zrínyi Miklós) aux forces des envahisseurs ottomans sous le commandement du sultan Soliman le Magnifique (turc ottoman : سليمان Süleymān).
Après la bataille de Mohács en 1526, qui a entrainé la chute du royaume de Hongrie, l'empereur Ferdinand Ier est élu roi des nobles de Croatie et de Hongrie. Cette élection est suivie par une série de conflits avec les Habsbourg et leurs alliés, se battant contre l'Empire ottoman. Pendant la Petite Guerre de Hongrie (1529 – 1552), les deux parties s'épuisent, essuyant chacune de lourdes pertes. La campagne ottomane en Hongrie cesse jusqu'à l'assaut contre Szigetvár.
En janvier 1566, Soliman décide de partir en guerre une dernière fois. Le siège de Szigetvár a lieu du 5 août au 8 septembre 1566, et s'est soldé par une victoire à la Pyrrhus ottomane,. Les deux belligérants ont tout de même enduré de lourdes pertes, dont leurs commandants respectifs : Zrinski lors de l'assaut final et Soliman dans sa tente de causes naturelles,. Plus de 20 000 Turcs sont morts durant l'attaque et presque toute la garnison de Zrinski est anéantie, surtout lors du dernier jour du siège. L'armée ottomane, victorieuse mais affaiblie, ne continue pas vers Vienne comme prévu cette année-là. La ville n'est plus menacée jusqu'en 1683 lors de la bataille de Vienne, menée par Kara Mustafa Paşa.
La bataille prend une si grande importance que le cardinal de Richelieu, ecclésiastique et homme d'État français, la désigne comme la « bataille qui a sauvé la civilisation ». Celle-ci est restée fameuse même en Croatie et en Hongrie, inspirant le poème épique hongrois « siège de Sziget » et l'opéra croate « Nikola Šubić Zrinski ».

## Contexte
Le 29 août 1526, les forces hongroises menées par le roi Louis II sont défaites à la bataille de Mohács par les forces ottomanes du sultan Soliman. Louis est tué pendant la bataille, ce qui met fin à l'indépendance du royaume de Hongrie, puisqu'il meurt sans héritier. La Hongrie et la Croatie deviennent alors des territoires disputés entre les Habsbourg d'Autriche et les Ottomans. L'empereur Ferdinand Ier de Habsbourg, frère de Charles Quint, prend comme épouse la fille de Louis II, et il est élu roi par la noblesse de Hongrie et de Croatie,,.
Le trône de Hongrie devient le sujet d'une dispute dynastique entre Ferdinand et le prince de Transylvanie Jean Zápolya, à qui Soliman a promis la Hongrie tout entière. Afin d'asseoir ses revendications, Ferdinand entreprend une campagne en Hongrie en 1527 – 1528 et prend Buda à Jean Zápolya, mais tous les gains de cette campagne sont perdus dès 1529 à la suite d'une contre-attaque ottomane. La même année, Soliman assiège Vienne, et bien qu'il ne parvienne pas à s'en emparer, cette date marque l'apogée de la puissance ottomane et de son extension en Europe centrale.

### Petite Guerre de Hongrie
Les années entre 1529 et 1552 sont connues sous le nom de « Petite Guerre de Hongrie ». Suivant l'échec ottoman lors du siège de Vienne en 1529, Ferdinand lance une contre-attaque en 1530 pour reprendre le dessus. Un assaut sur Buda est repoussé par Jean Zápolya, mais malgré tout, Ferdinand capture d'autres territoires, tels qu'Esztergom et d'autres forts sur le Danube, frontière stratégique vitale.

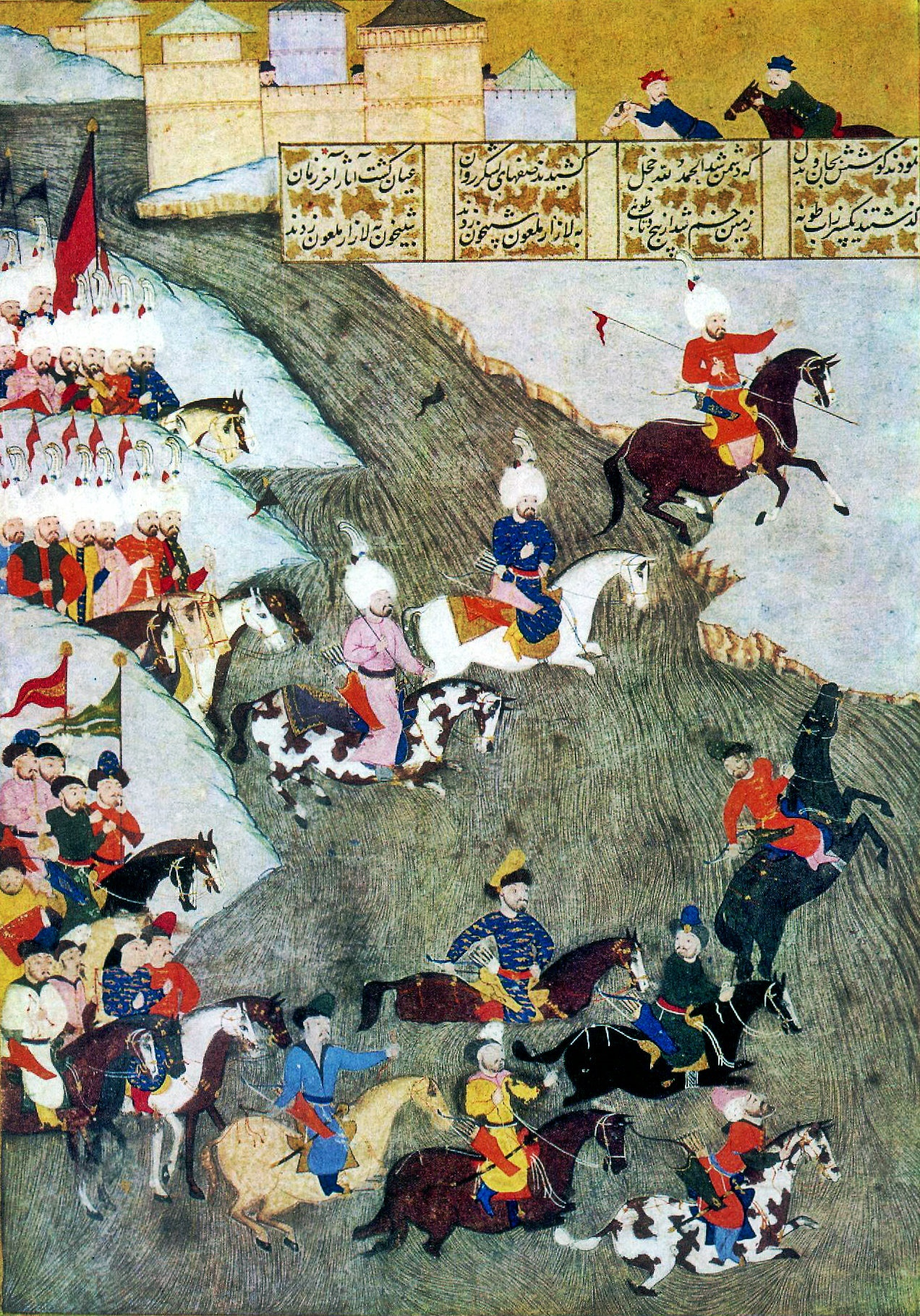
Miniature ottomane de la campagne de Szigetvár montrant des troupes ottomanes et tatares en avant-garde, 1579.

La réponse de Soliman arrive en 1532 lorsqu'il mène une armée massive de 120 000 hommes pour assiéger Vienne une seconde fois. Ferdinand bat en retraite, ne laissant que 700 hommes sans canons et faiblement armés pour défendre Kőszeg. Mais Pargalı İbrahim, le grand vizir ottoman, ne réalise pas à quel point Koszeg est facile à prendre. Soliman vient le rejoindre peu après le début du siège. Le capitaine croate Nikola Jurišić et sa garnison de 800 hommes résistent plus de vingt-cinq jours contre dix-neuf assauts et un bombardement incessant des Ottomans. La décision étant emportée définitivement par les Ottomans, une reddition avec des termes favorables est proposée à la ville. Jurišić rejette la proposition, mais les Ottomans se retirent quand même,,, ce qui mène à un traité de paix entre Ferdinand et Soliman. Jean Zápolya est reconnu comme roi de Hongrie par les Habsbourg, malgré son statut de vassal ottoman.
Le traité, en réalité, ne convient ni à Jean Zápolya ni à Ferdinand. Leurs armées se livrent alors à des escarmouches de part et d'autre des frontières. En 1537, Ferdinand attaque les forces de Zápolya à Osijek en violation du traité. Le siège est un désastre de magnitude similaire à Mohács, avec l'arrivée d'un renfort ottoman écrasant les Autrichiens. Plutôt que d'attaquer Vienne une nouvelle fois, Soliman attaque Otrante en Italie. Malgré tout, la victoire navale ottomane lors de la bataille de Prévéza inflige aux Habsbourg une autre défaite cuisante.
Jean Zápolya décède en 1540, laissant sa succession à son fils Jean II Sigismund Zápolya. Étant encore enfant, le pays est véritablement gouverné par sa mère Isabelle Jagellon, avec un support continu de Soliman. Jean II reste roi de Hongrie jusqu'à son abdication en 1570 et le retour du pays sous contrôle des Habsbourg.
Une autre défaite humiliante est infligée aux Habsbourg lors du siège de Buda, où les Ottomans répondent à la demande d'aide d'Isabelle Jagellon. En avril 1543, Soliman lance une autre campagne en Hongrie, reprenant Bran et d'autres forts, si bien que le pays retourne sous contrôle ottoman. En août 1543, les Ottomans assiègent avec succès Esztergom, ce qui est suivi par la capture de trois autres villes hongroises : Székesfehérvár, Siklós et Szeged, offrant une meilleure sécurité à Buda.
Un autre traité de paix entre les Habsbourg et les Ottomans dure jusqu'en 1552 quand Soliman décide d'attaquer Eger. Le siège se révèle vain et la victoire des Habsbourg met fin à une période de pertes territoriales en Hongrie. Avoir pu conserver la ville donne aux Autrichiens de bonnes raisons de croire que la Hongrie est encore une terre contestée, et la campagne ottomane cesse, jusqu'à sa reprise en 1566.

## Campagne de 1566

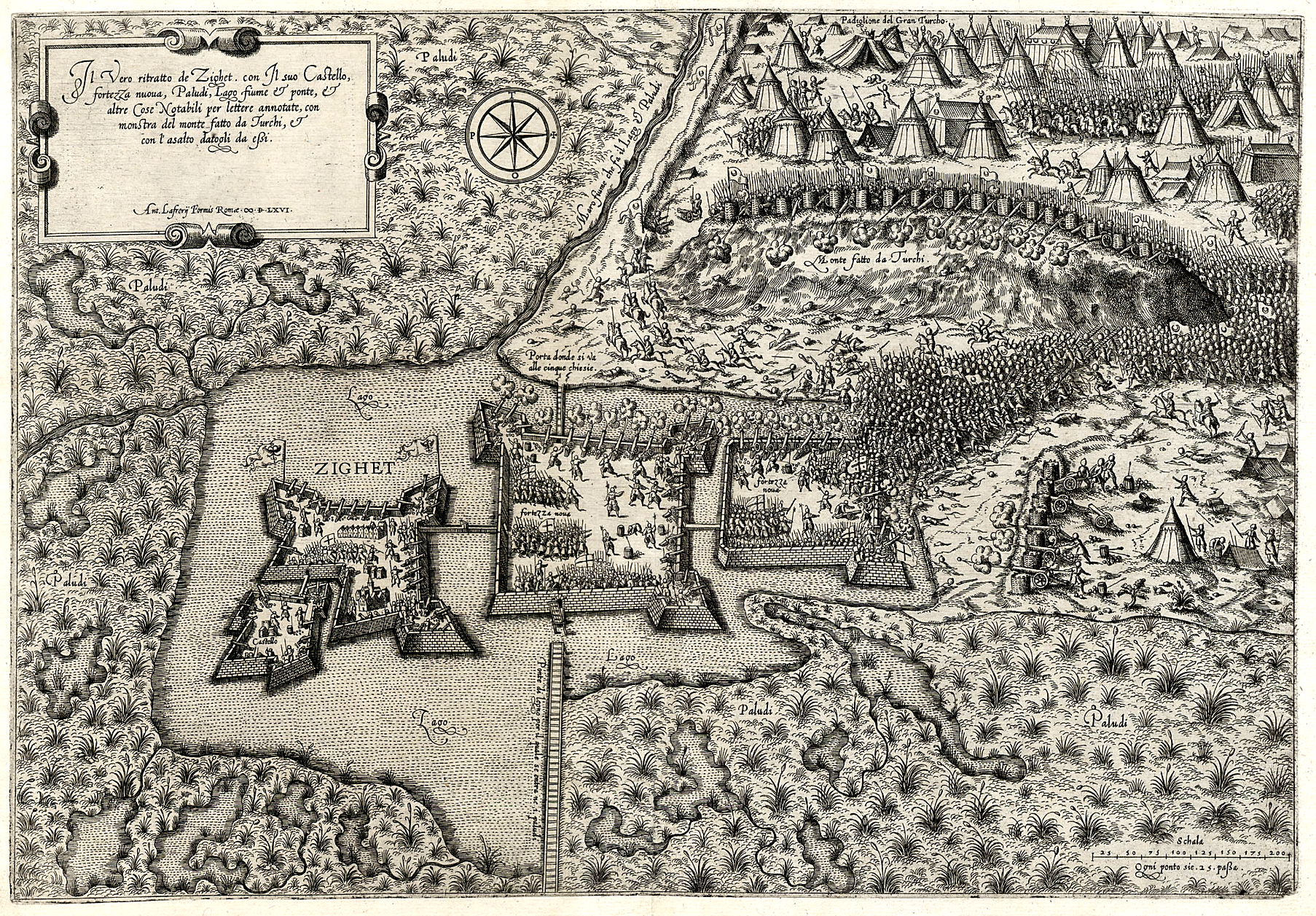
Représentation artistique du siège de Szigetvár.

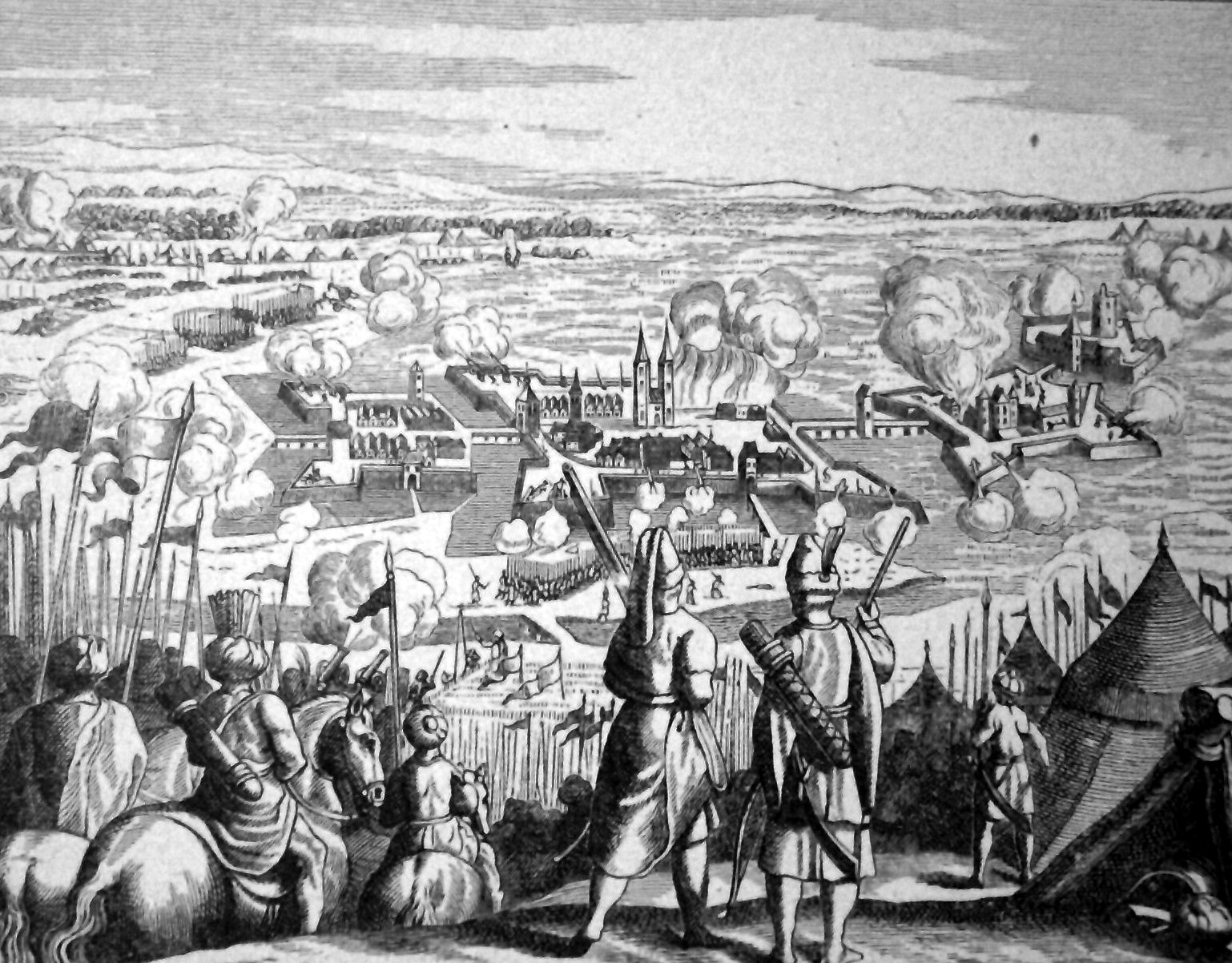
La forteresse de Szigetvár lors de l'assaut ottoman.

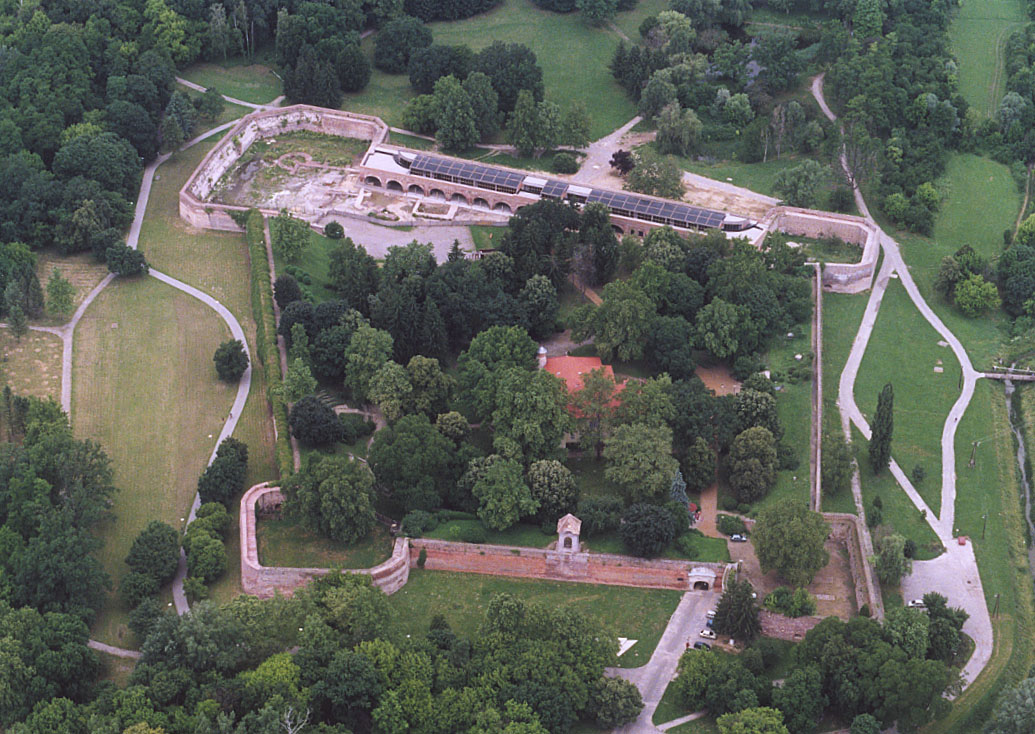
Forteresse de Szigetvár aujourd'hui.

En janvier 1566, le sultan Soliman dirige l'Empire ottoman depuis 46 ans et part en guerre pour la dernière fois. Il a 72 ans, est extrêmement affaibli, et va au devant de sa treizième campagne militaire. Le 1er mai 1566, le sultan quitte Constantinople, à la tête de l'une des plus grandes armées qu'il ait jamais commandé.
Son ennemi, le comte Nikola Šubić Zrinski, est l'un des plus grands propriétaires terriens croates, un vétéran de la guerre de frontières et un ban du royaume de Croatie (représentant royal) de 1542 à 1556 Dans ses jeunes années, il s'est distingué lors du siège de Vienne, menant jusqu'alors une brillante carrière militaire.
L'armée impériale de Soliman atteint Belgrade le 27 juin après une marche de 49 jours. Dans la ville, il rencontre Jean II Sigismund Zápolya, fils de Jean Zápolya, à qui le trône hongrois est promis. Apprenant le succès de Zrinski dans une attaque sur le camp turc à Siklós, Soliman décide de reporter son attaque sur Eger, portant son attention sur la forteresse de Zrinski à Szigetvár pour l'éliminer, le considérant comme une menace.

### Siège
L'avant-garde ottomane arrive le 2 août 1566 et les assiégés réalisent une série de sorties qui s'avèrent fructueuses, causant de lourdes pertes aux Turcs, pourtant bien plus nombreux. Le Sultan arrive alors le 5 août,, guidant le contingent principal. Sa grande tente de guerre est érigée au sommet de la colline de Smiliehov, lui procurant ainsi une vue sur tout le champ de bataille. Il doit cependant rester au camp, se contentant de recevoir une multitude de rapports verbaux lui décrivant la progression de la bataille de la part de son grand vizir Sokollu Mehmed Paşa, le commandant opérationnel.
Le comte Zrinski se retrouve alors assiégé par une armée ennemie forte d'au moins 150 000 hommes et disposant d'une puissante artillerie. Zrinski n'a à sa disposition qu'une force de 2 300 croates et magyars. Ces forces sont à la fois issues de son armée personnelle mais aussi de celles d'alliés. La majorité des défenseurs est croate, avec un contingent significatif d'hommes d'armes et un commandement hongrois,.
Szigetvár est divisée par voie d'eau en trois sections : la vieille ville, la nouvelle et la forteresse, chacune d'entre elles étant reliée à la suivante par des ponts et par des routes. La forteresse n'est pas construite en hauteur, mais elle n'est cependant pas directement accessible à l'assaillant, une série de murs devant être pris et sécurisés avant de pouvoir lancer un assaut sur la forteresse centrale (la seule partie qui demeure encore debout aujourd'hui).
Quand le sultan apparaît devant la forteresse, il voit du tissu rouge accroché aux murs, comme il est de coutume lors d'événements festifs. Un seul et grand canon tire alors une fois afin d'accueillir le sultan ottoman. Le siège débute le 6 août quand Soliman ordonne un assaut général, qui est malgré tout repoussé avec succès. Les défenseurs, grandement submergés par le nombre et mal équipés, ne bénéficient d'aucune aide ni de renfort de la part de l'armée impériale de Vienne.
Après un mois de combats sanglants et épuisants, les rares survivants se replient dans la vieille ville afin d'y effectuer une dernière résistance. Le Sultan essaye de persuader Zrinski de se rendre, lui promettant même toute la Croatie qu'il gouvernera sous influence ottomane,, mais ce dernier se contente de continuer à se battre sans répondre à la proposition.
La chute de la forteresse est alors inévitable, cependant le haut commandement ottoman hésite. Le 6 septembre, Soliman expire dans sa tente, sa mort ne pouvant être camouflée qu'au prix de grands efforts, seuls les intimes étant mis au courant de son trépas. Un courrier est envoyé du camp pour Constantinople, annonçant au successeur de Soliman, Selim II, sa prise officielle du pouvoir. L'émissaire n'a même pas dû se rendre compte de l'importance du courrier qu'il porte jusqu'en Asie Mineure en seulement 8 jours.

### Bataille finale

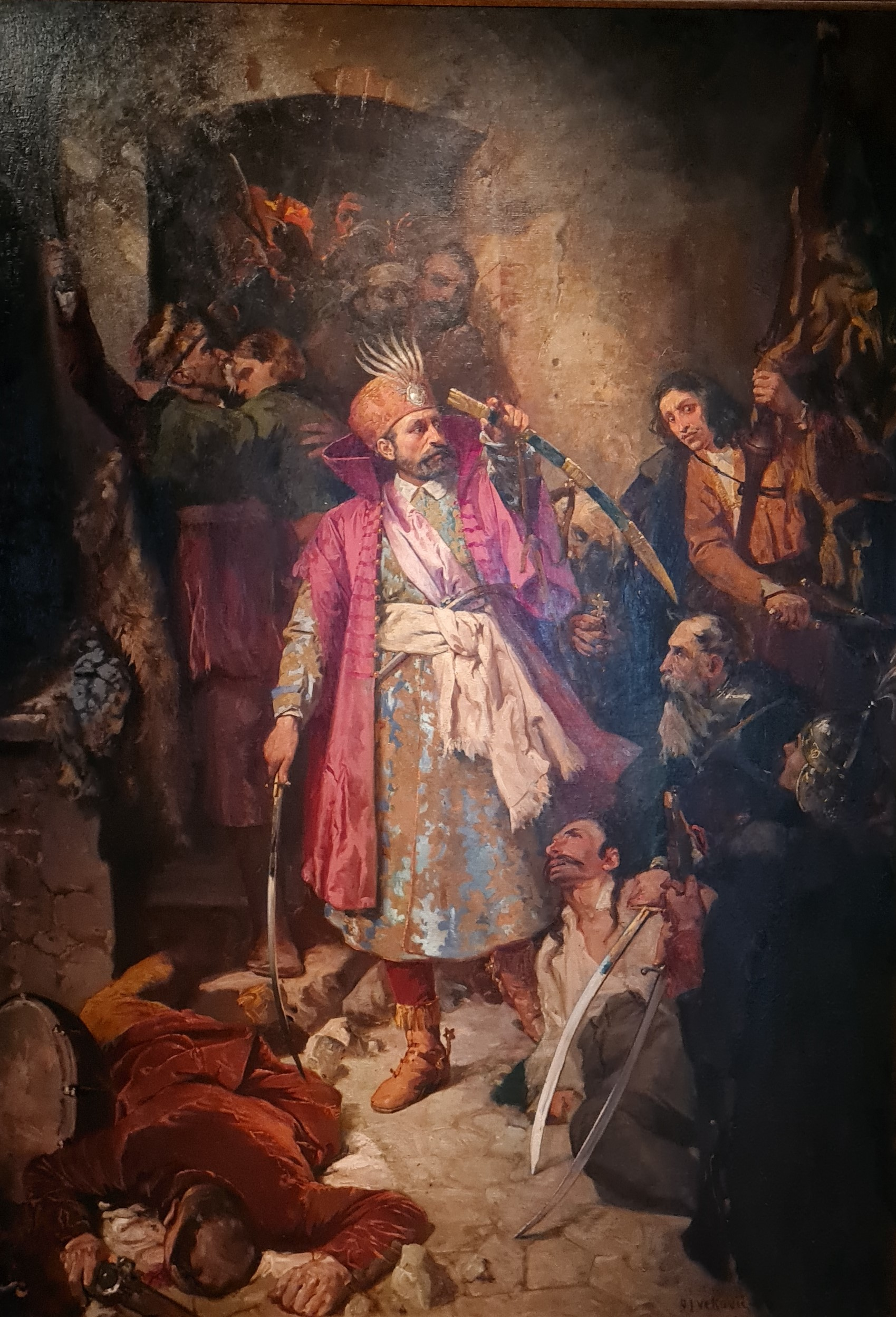
Nikola Šubić Zrinski, se préparant pour la bataille finale, par Oton Iveković.

La bataille finale commence le 7 septembre, soit une journée après la mort de Soliman. À ce moment, les murs de la forteresse sont réduits à l'état de simples amas de pierres éclatées par les sapeurs ottomans, qui ont inséré des explosifs aux coins de la forteresse. Au matin, une attaque générale est lancée avec des salves d'armes à feu, un usage du feu grégeois et un feu nourri de l'artillerie. Rapidement, la dernière position retranchée des défenseurs est détruite, les cendres atteignant même les appartements privés du comte.
L'armée ottomane s'engouffre dans la cité, aux sons des tambours et des cris de guerre turcs. Zrinski se prépare pour une ultime charge en s'adressant ainsi à ses soldats :

« ...Sortons de cet enfer brûlant afin d'affronter nos ennemis en terrain découvert. Qui trépassera – se retrouvera aux côtés de Dieu. Qui survivra – son nom sera honoré. J'irais en premier, et ce que je ferai sera reproduit par vous-mêmes. Que Dieu me soit témoin – je ne vous abandonnerai jamais, mes frères et mes chevaliers !... »

Zrinski ne désire pas laisser les vagues ottomanes pénétrer dans ses derniers retranchements. Alors que les Turcs avancent en traversant un pont étroit, les défenseurs ouvrent la grille et font feu à l'aide d'un grand mortier contenant des barres de fer brisées, tuant 600 Turcs sur le coup. Zrinski ordonne ensuite à ses 600 soldats restants de charger. Il reçoit deux balles de mousquet à la poitrine, avant qu'une flèche ne vienne l'achever en se plantant à l'arrière de sa tête. À la vue de sa mort, certains de ses soldats se replient.
Le château tombe aux mains des Turcs et la quasi-totalité de la garnison est tuée. Quelques défenseurs capturés sont épargnés par des janissaires tant leur courage est impressionnant, sept défenseurs ayant pu fuir. Le corps de Zrinski est retrouvé et étêté, sa tête étant remise à l'empereur, alors que son corps est enterré par un Turc qui a été son prisonnier par le passé, Zrinski l'ayant bien traité.

### Explosion des réserves de poudre
Avant de sortir de la forteresse, Zrinski ordonne qu'une mèche soit plantée dans les stocks de poudre et allumée,. Après avoir massacré les derniers défenseurs, les assiégeants se déversent dans la forteresse. L'armée ottomane pénètre dans les ruines de Szigetvár et est prise au piège, des milliers de soldats ottomans périssant dans l'explosion.
La vie du vizir est sauvée par un domestique de Zrinski qui l'avertit du piège, pendant que ses troupes sont en quête de trésors. Alors que le vizir lui demande où est passé le trésor, le domestique annonce que ce dernier a été dilapidé il y a bien longtemps, et que les Turcs ne trouveraient sous terre que 3 000 livres de poudre prêtes à exploser. Le vizir et ses officiers montés ont juste le temps d'évacuer la zone, alors que 3 000 soldats turcs perdent la vie,,,.

## Conséquences

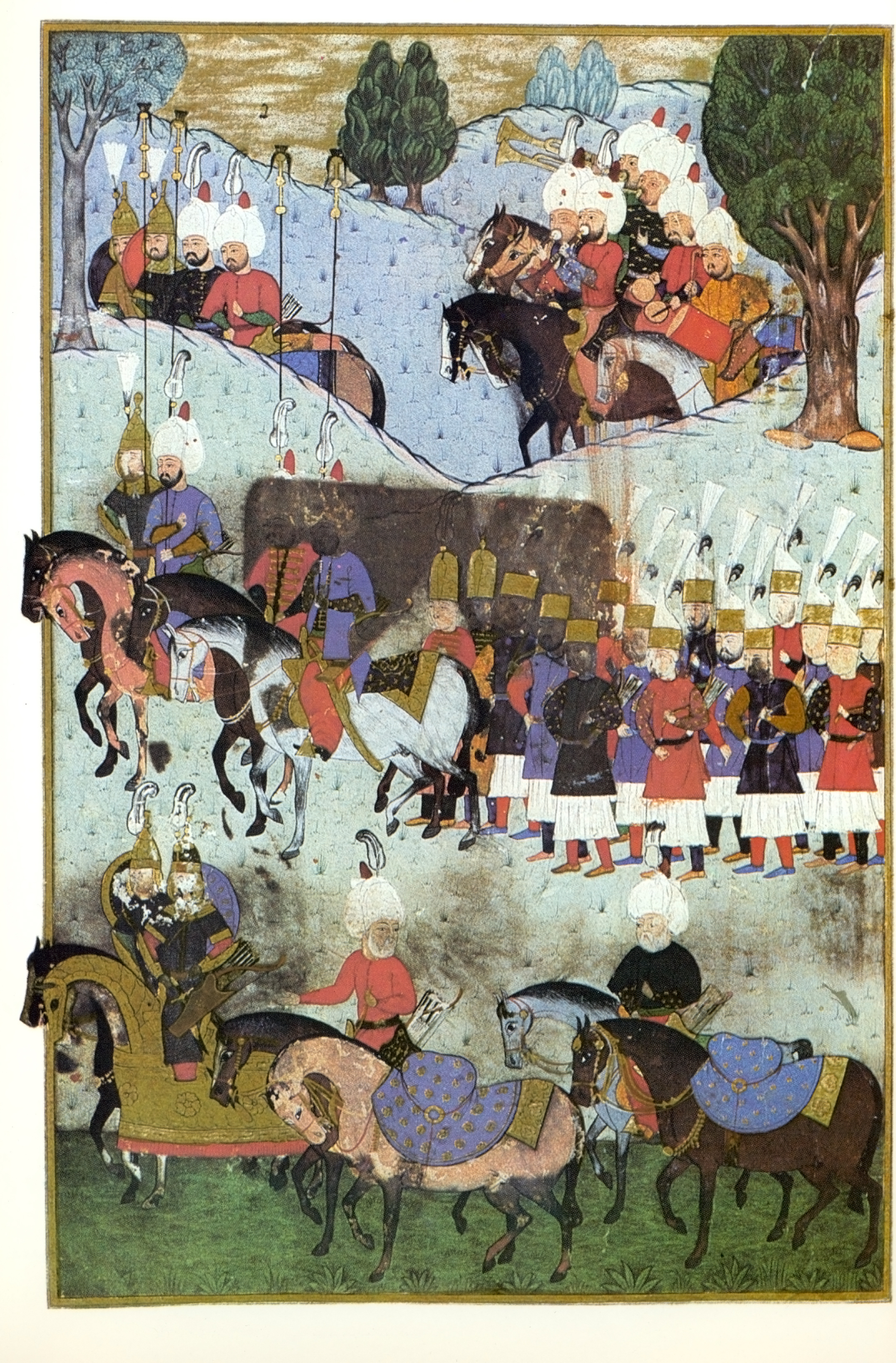
Le retour de l'armée ottomane feignant que le sultan est encore en vie. Miniature de Nakkach Osman tirée de la Chronique du siège de Sziget, vers 1568-1569, palais de Topkapi, H.1 339.

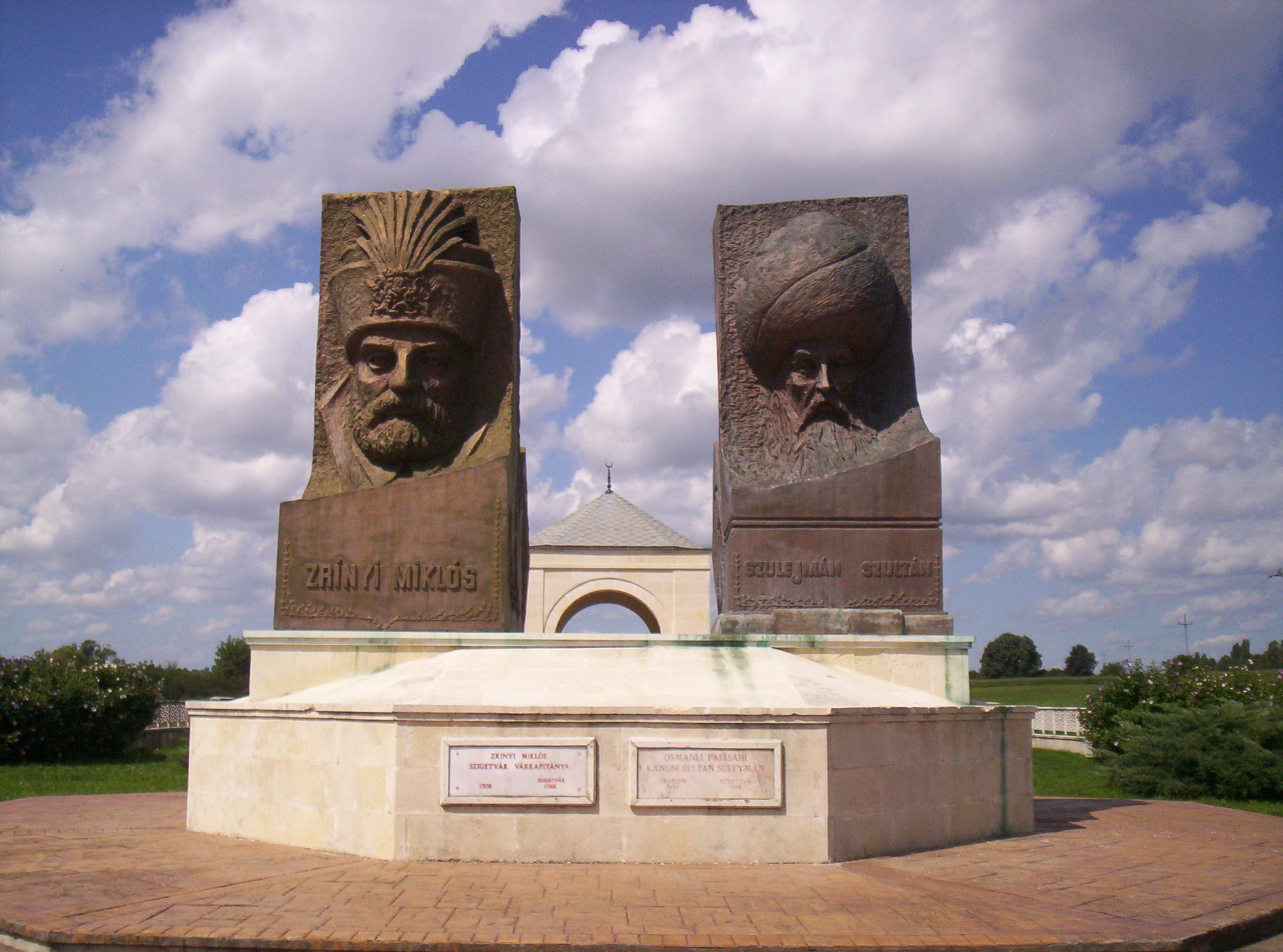
Parc de l'amitié turco–hongroise à Szigetvar.

Presque toute la garnison de Szigetvàr est détruite après la bataille finale. Les pertes ottomanes sont également très lourdes. 3 pachas, 7 000 janissaires et 28 000 soldats auraient péri. Les sources varient sur le nombre exact avec des estimations entre 20 000 et 35 000 morts,,.
Après la bataille, le grand vizir diffuse des bulletins au nom du sultan, proclamant la victoire. Ces derniers annoncent que le sultan regrette que son état de santé actuel lui interdise de continuer une campagne couronnée de succès. Son corps est rapatrié à Constantinople pendant que les sources intérieures officielles prétendent maintenir la communication avec le défunt. Des sources turques estiment que l'illusion aurait été maintenue pendant trois semaines et que le médecin personnel du sultan aurait même été étranglé par précaution.
Le long voyage et le siège ont sûrement eu un effet néfaste sur la santé du sultan. Sa mort signifie que toute avancée militaire est reportée, puisque le grand vizir doit retourner à Constantinople pour la succession du nouveau sultan, Selim II. Même si Soliman avait survécu, son armée n'aurait pas pu accomplir beaucoup dans le peu de temps qui s'est écoulé entre la chute de Sziget et le début de l'hiver.
Deux ambassadeurs sont envoyés par l'empereur Maximilien : le croate Antun Vrančić et le styrien Christoph Teuffenbach. Ils arrivent à Constantinople le 26 août 1567 et sont bien reçus par le sultan Selim II. Un accord mettant fin à la guerre entre Autrichiens et Ottomans est trouvé le 17 février 1568, après cinq mois de négociations avec Sokollu Mehmet Pacha (aussi connu sous le nom de Mehmed-Paša Sokolović, étant originaire de Bosnie). Le traité d'Adrianople est signé le 21 février 1568. Le sultan Selim II accepte une trêve de huit ans. Ce traité instaurera en réalité une paix (relative) de 25 ans entre les empires jusqu'à la Longue Guerre. La trêve reste conditionnelle et Maximilien accepte malgré tout de verser un tribut annuel de 30 000 ducats aux Ottomans.

## La bataille dans la culture populaire

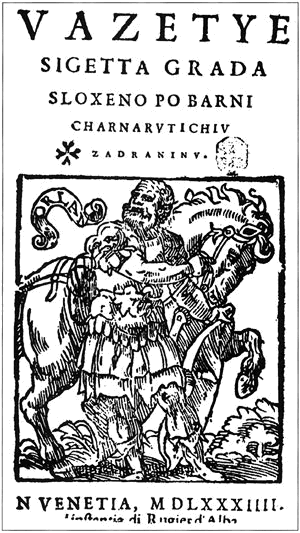
Couverture de la première édition de Vazetje Sigeta grada, 1584.

La poète et écrivain croate de la Renaissance Brne Karnarutić (en), de Zadar, rédige « La conquête de la ville de Sziget » (croate : Vazetje Sigeta grada) quelque peu avant 1573. Son œuvre est publiée posthumement en 1584 à Venise. C'est la première œuvre historique épique croate, traitant de la bataille de Szigetvár. Elle est d'ailleurs inspirée par Judita de Marko Marulić,, écrivain et humaniste croate.
La bataille est aussi immortalisée dans le poème hongrois épique Szigeti Veszedelem (« Siège de Sziget »), écrit en quinze parties par l'arrière petit-fils de Zrinski Miklós Zrínyi (également ban de Croatie) en 1647 et publié en 1651. C'est le premier poème épique rédigé en hongrois, aussi inspiré par Judita de Marulić,. Kenneth Clark dans son célèbre Civilisation, liste Szigeti Veszedelem comme l'une des réalisations littéraires majeures du XVIIIe siècle. Bien que l'auteur, ainsi que d'autres membres de la famille Zrinski soient des ennemis jurés des Turcs, le poème ne les diabolise jamais. Il donne même une image très humaine et civilisée des Turcs, une histoire d'amour entre Deliman le tatare et la fille du sultan Cumilla s'entrelaçant même dans l'intrigue principale.
Petar Zrinski (hongrois : Zrínyi Péter), le frère de Nikola VII Zrinski, publie Opsida Sigecka (1647/1648) en croate, ce qui n'est pas surprenant puisque la famille Zrinski est bilingue.
Un autre poète noble croate, Pavao Ritter Vitezović (en), décrit la bataille. Son poème Odiljenje sigetsko (« L'adieu de Sziget »), publié pour la première fois en 1684, se remémore l'évènement sans rancœur ni soif de revanche envers les envahisseurs ottomans. Le dernier des quatre chants du poème est titré « Pierres tombales » et est constitué des épitaphes des soldats croates et turcs tombés au combat, tout en éprouvant un respect égal dans l'hommage rendu aux deux camps.
L'opéra d'Ivan Zajc « Nikola Šubić Zrinski » demeure sa plus célèbre œuvre en Croatie. Il paraît en 1876. Ce dernier raconte la résistance héroïque des Croates devant les Turcs, telle une métaphore de leurs impulsions nationalistes qui apparaîtront plus tard sous la monarchie Habsbourg. Zrinski est représenté dans le scénario de l'opéra comme un héros croate du XVIIe siècle, qui a défait les Turcs plusieurs fois avant de périr tragiquement avec sa famille et ses proches partisans au cours du siège du château de Sziget,. L'opéra possède une forte inspiration patriotique puisque comprenant la célèbre aria U boj, u boj,.